# Atti di Paolo
Gli Atti di Paolo sono una delle opere principali e delle prime serie pseudepigrafiche degli apocrifi del Nuovo Testamento noti anche come Atti apocrifi. Quest'opera fa parte di un corpus di letteratura su o che pretende di essere scritta da Paolo Apostolo, comprese lettere, narrazioni, preghiere e apocalissi. Una data approssimativa data agli Atti di Paolo è 100-160 d.C. Gli Atti di Paolo furono citati per la prima volta da Tertulliano, che riteneva l'opera eretica perché incoraggiava le donne a predicare e battezzare. Gli Atti di Paolo erano considerati ortodossi da Ippolito di Roma, ma alla fine furono considerati eretici quando i manichei iniziarono a usare i testi. L'autore degli Atti di Paolo è sconosciuto, ma probabilmente proveniva da una comunità cristiana dell'Asia Minore devota a Paolo. L'opera non utilizza come fonte gli Atti degli Apostoli; si basa invece sulle tradizioni orali dell'opera missionaria di San Paolo. Il testo è noto principalmente dai manoscritti greci. La scoperta di una versione in lingua copta del testo ha dimostrato che il testo era composto da:
- Gli Atti di Paolo e Tecla
- La Terza Lettera ai Corinzi
- Il martirio del Santo Apostolo Paolo

Tutte queste parti costitutive erano spesso considerate degne di essere trattate come testi separati e spesso apparivano in modo indipendente, portando alla speculazione che gli Atti di Paolo potessero aver raccolto storie disparate in un'unica opera, sebbene gli studiosi di altre parti ritengano essere originali degli Atti di Paolo. Oltre alle quattro sezioni principali sopra menzionate, il resto degli Atti di Paolo esiste solo in frammenti del III e V secolo:
- La guarigione di Ermocrate dall'idropisia
- La lotta delle bestie efesi

I testi sono un insieme coerente e generalmente si pensa che siano stati scritti da un autore usando tradizioni orali, piuttosto che basarsi su uno qualsiasi degli altri apocrifi o sul canone ortodosso. L'enfasi principale del testo è sulla castità e l'antignosticismo. Secondo Tertulliano, l'autore era un sacerdote in Asia Minore. Mentre il sacerdote incoraggiava il ministero femminile, esprimeva l'ortodossia dottrinale riguardo alla continenza e alla resurrezione. Inoltre, hanno menzionato la stretta relazione tra purezza sessuale e salvezza.

## Panoramica
Gli Atti di Paolo - che furono dichiarati antilegomeni da Eusebio nella sua Storia della Chiesa - consistono in narrazioni che descrivono la predicazione di Paolo e altre attività, come gli Atti di Paolo e Tecla , la corrispondenza di Paolo con i Corinzi e il Martirio del Santo Apostolo Paolo .
La corrispondenza di Paolo con i Corinzi fu scritta circa un secolo dopo la morte di Paolo, con l'intenzione di correggere le interpretazioni errate percepite della prima e della seconda epistole di Paolo, nonché per contrastare alcuni insegnamenti gnostici. Questo lavoro è composto da due lettere. La prima lettera è l'Epistola dei Corinzi a Paolo, in cui l'autore racconta come due presbiteri era venuto a Corinto, predicando "parole perniciose". In particolare, hanno affermato che Dio non è onnipotente, non c'è risurrezione del corpo, l'uomo non è stato creato da Dio, Cristo non è venuto nella carne, né è nato da Maria, e il mondo non è stato creato da Dio ma piuttosto dagli angeli. La seconda lettera è la risposta di Paolo alla prima. In questa lettera, l'autore ripudia tutte le affermazioni fatte dai due presbiteri. 
Il Martirio del Santo Apostolo Paolo racconta la storia degli ultimi giorni di San Paolo a Roma. Dopo aver appreso che San Paolo aveva resuscitato un giovane morto dopo essere caduto da un parapetto, Nerone ebbe paura che l'Impero romano potesse essere rovesciato dai cristiani. Questo fu l'evento che fece precipitare la persecuzione neroniana dei cristiani in generale, così come l'ordine specifico di decapitare Paolo. Secondo quest'opera, quando Paolo fu decapitato, dal suo collo sgorgò latte, anziché sangue. 
Richard J. Bauckham sostiene che l'autore degli Atti di Paolo ha attinto direttamente da 2 Timoteo oltre a 1 e 2 Corinzi per scrivere un seguito degli Atti degli Apostoli basato sulla loro comprensione degli ultimi anni di Paolo.